# Edith Kramer
Edith Kramer (29 de agosto de 1916 - 22 de febrero de 2014) fue una pintora de realismo social, una 
seguidora de la teoría psicoanalítica y una pionera de la arteterapia.

## Vida y obra
Edith Kramer nació en Viena, Austria-Hungría en 1916. A los 13 años Kramer comenzó lecciones de arte con Friedl Dicker. Dicker se asoció con la Bauhaus en Weimer Alemania, y fue una artista y profesora de arte de la nota. Kramer estudió dibujo, escultura y pintura, y fue influenciada por el método para la enseñanza del arte desarrollado por el artista de la Bauhaus, Johannes Itten. Fue en el año 1934 después que Kramer se graduó de Realgymnasium, entonces de 18 años, siguió a Dicker hacia Praga para seguir estudiando bajo. Fue durante este tiempo en Praga que Kramer trabajó con Dicker en ayudar a los niños cuyos padres fueron refugiados políticos.
Kramer, finalmente, regresó a su casa en Austria, donde murió a la edad de 98.

## Familia
Edith Kramer fue sobrina de Theodor Kramer (1897-1958), poeta austríaco, y Elisabeth Neumann-Viertel (1900-1994), una actriz.